# Мавзолей Авиценны
Мавзолей Абу́ Али́ Хусе́йна ибн Абдуллы́ ибн Си́ны (перс. ابو علی حسین بن عبدالله بن سینا آرامگاه‎, Aramgah-e Abū ‘Alī Husein ibn ‘Abdallāh ibn Sīnā; в европейской историографии известен как Мавзолей Авиценны) — усыпальница ученого, государственного деятеля, музыканта, математика и поэта Ибн Сины (Авиценны). Находится в центре города Хамадан в Иране и представляет собой прямоугольное строение с несколькими залами с возвышающейся над ним веретенообразной башней-конусом высотой 23 метра. 11 мая 1997 года мавзолей занесен в Реестр национального культурного наследия Ирана № 1869.

## Внутреннее устройство
Могила древнего мыслителя с мраморным надгробием огорожена и находится в центре одной из круглых комнат. На стенах развешаны гербарии, которые Ибн Сина использовал во врачебной практике. Потолок подпирают колонны. С левой стороны галереи расположена могила Абу Саида Дахдука, близкого друга Ибн Сины, дом которого находился на месте, где сейчас стоит данный комплекс. Недалеко от входа во дворике находится могила иранского поэта начала XX века Арефа Казвини.
В других помещениях комплекса расположена библиотека (содержит около 8000 книг) и небольшой музей, рассказывающий о жизни древнего мыслителя. Выставлены его труды, в том числе и на русском языке, изданные в СССР. В одном из залов представлены как рукописи Ибн Сины, так и различные артефакты, найденные в регионе, в том числе глиняные сосуды, возраст которых доходит до трех тысяч лет, монеты. С крыши музея открывается интересный вид на город и гору Алванд.
На территории также находится магазин, в котором продают травы и лекарства, приготовленные по рецептам Ибн Сины. Во дворе с многочисленными деревьями на высоком постаменте стоит мраморная статуя ученого с книгой в руках (памятник в целом высотой 3,9 м, вес — около 4 тонн).
Комплекс зданий с парком занимает площадь 3090 м², из которых строение с усыпальницей — 1972 м².

## История строительства
Изначально на месте погребения Ибн Сины и Абу Саида Дахдука до середины XIX века находилось некое подобие склепа с четырьмя арочными сводами. Позднее по приказу внучки Фетх Али-шаха, Негяр, могилы были накрыты мраморными плитами, а сверху возведен купол усыпальницы.
Новое здание было построено в 1952 году, заменив старое, разрушенное при землетрясении в 1950 году. Автор проекта — иранский архитектор и скульптор Хушанг Сейхун. Памятник сознательно сделали похожим на башню Гомбеде-Кавус (провинция Голестан) на севере Ирана. Главное отличие от вышеупомянутого исторического места — число колонн башни: у башни Гомбеде-Кавус их 10.
Признание заслуг Авиценны в разных отраслях знаний запечатлено символично — 12 устремившихся ввысь колонн, соединенных вверху куполом. Они символизируют 12 основных отраслей знаний того времени, которыми в совершенстве владел великий ученый. Авиценна оставил потомкам богатейшее творческое наследие: более 450 трудов, из которых сохранилось около 240. Философским, мировоззренческим посвящено 150 книг; из них 40 — медицине, 50 — другим наукам. До наших дней стороны его учения до конца не раскрыты и не получили должной оценки.
Использование современных строительных материалов позволило сделать конструкцию лёгкой, в том числе и зрительно.
Иранские источники утверждают, что открытие нового комплекса состоялось в ознаменование празднования тысячелетия великого мыслителя.

## Образ мавзолея
Примечательно, что портрет Ибн Сины, виды Хамадана, старый и новый мавзолеи изображены в 5-й пятимарочной серии Ирана (выпуск 1946—1954 годов).
Мавзолей также можно было видеть на купюре достоинством 200 риалов 1981 года.